# Львівська пивоварня
Львівська пивоварня — найстаріше в Україні промислове підприємство з виробництва пива. Розташоване у місті Львові. Входить до складу Carlsberg Ukraine, одного з найбільших виробників пива та безалкогольних напоїв в Україні. Промислові будівлі підприємства входять до списку культурних цінностей ЮНЕСКО.

## Історія

### Історія до 1939 року
|  | У другій половині XVII століття граф Станіслав Потоцький надає монахам єзуїтам, право побудувати у Краківському передмісті Львова, на колишній землі Белзеччина, броварню, «щоб пиво варити своє і добре». |

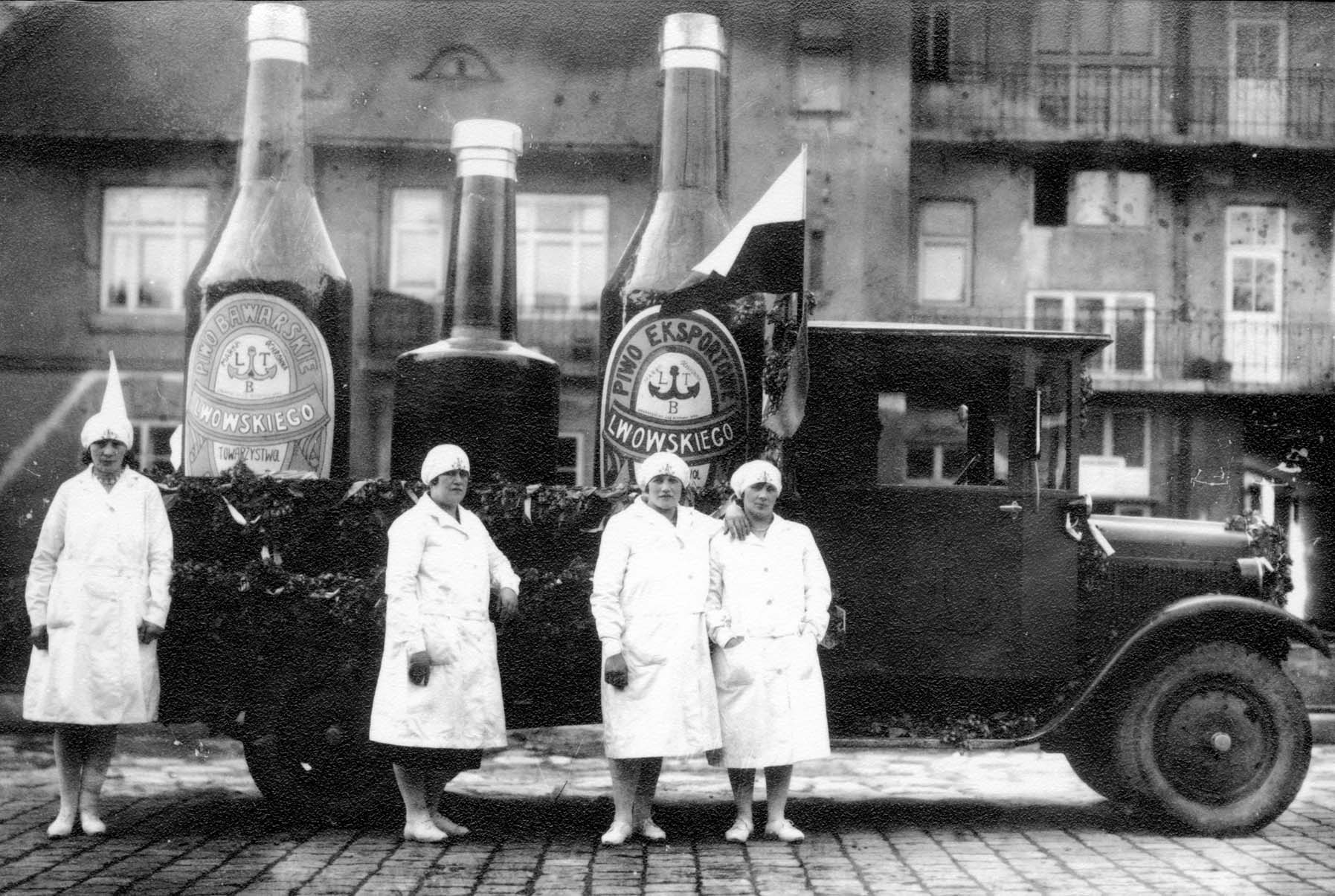
Реклама пива, 1921

Історія Львівської пивоварні бере початок 1715 року, коли монахи-єзуїти побудували в місцевині Клепарів перше в місті промислове броварське виробництво. Згодом, коли Орден єзуїтів було позбавлено їхніх привілеїв та маєтностей, права на пивоваріння у Львові перебрали спершу приватні власники, а трохи згодом — Львівська акціонерна спілка броварів. Львівські сорти пива того часу Bawar, Porter Imperial, Exportowe були відомі далеко за межами Львова. Вже у середині XIX ст. Львівська пивоварня увійшла до трійки найкращих пивоварень Австро-Угорської імперії і стала найбільшим підприємством броварської галузі в регіоні. Зокрема, за тодішніми газетними повідомленнями можна зробити висновок, що броварня на Клепарівській за обсягами виробленого пива лишала далеко позаду інші пивоварні підприємства Львова, яких нараховувалося у місті 13. Власником броварні на той час був Роберт Домс, підприємець та філантроп прусського походження, одна з легендарних постатей міського життя Львова, на честь якого був названий відкритий при Львівській броварні у травні 2007 року пивний ресторан «Хмільний дім Роберта Домса».

### 1939–1991 роки
У 1964 році створене Львівське ВО «Колос», яке об'єднувало у собі 5 пивоварень Західної України, включаючи Львівську пивоварню.
Найвідомішими сортами підприємства за періоду СРСР були «Львівське» та «Жигулівське».
У липні 1990 року ВО «Колос» стало орендним підприємством.

### Історія після 1991 року

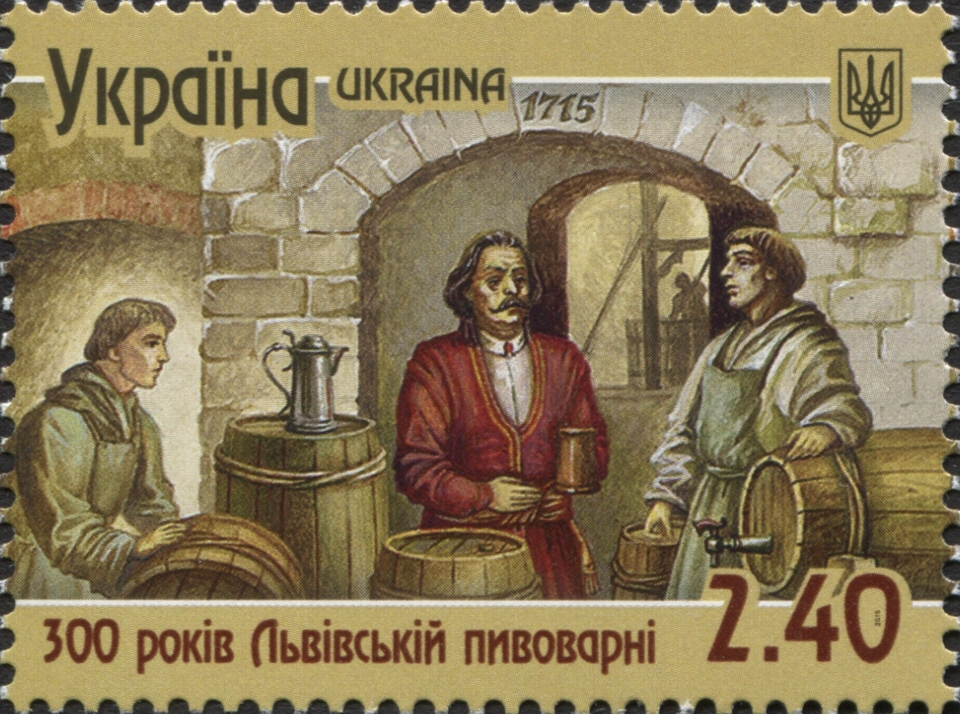
«Львівська пивоварня», поштова марка України (2015)

У 1993 році відбулась приватизація підприємства, після чого пивоварня стала Відкритим акціонерним товариством "Акціонерна фірма «Колос».
У серпні 1999 року контрольний пакет акцій підприємства придбала скандинавська компанія Baltic Beverages Holding AB, капітали якої вже залучали до своєї діяльності ряд підприємств пиво-безалкогольної галузі в Росії та ВАТ ПБК «Славутич» в Україні.
У 2004 році Львівська пивоварня отримала сертифікати на відповідність інтегрованої системи менеджменту та охорони довкілля міжнародним стандартам ISO 90012000 та ISO 1996.
З нагоди 290-річчя від дня заснування Львівської броварні у 2005 році у Львові відкрито перший в Україні музей пивоваріння.
28 квітня 2008 року компанія Carlsberg Breweries оголосила про вступ в силу схеми щодо придбання бізнесу компанії Scottish & Newcastle. Carlsberg став єдиним власником BBH та оголосив про припинення існування холдингу. Компанії, що входили до нього, включаючи Львівську пивоварню, перейшли до складу Carlsberg Group.

## Асортимент продукції

### Спеціальні сорти
• «Львівське Легенда» — Густина: 12,0 %. Алк.об.: 5,0 %. Тара: пляшка 0,5 л, кеги.
Напівтемне пиво з використанням чотирьох сортів солоду — світлого, темного, карамельного та смаженого. Випуск сорту був приурочений до 750-річчя Львова, перша варка здійснена в серпні 2006 року. Передбачалося обмежити випуск сорту «Львівське Легенда» ювілейним роком, загалом протягом 2006 року було вироблено 140 тис. дал. пива цього сорту. Однак, пізніше виробництво пива цього сорту було продовжене у 2007 році. На сьогодні не виробляється.
• «Львівське Різдвяне» — Густина: 11,6 %. Алк.об.: 5,0 %. Тара: пляшка 0,5 л, кеги.
Спеціальне темне пиво з карамельним присмаком і ноткою різдвяних спецій, яке здавна варилося на Львівській пивоварні до зимових свят. Львівські пивовари пригощали ним дорогих гостей та численних колядників, які приходили побажати їм щасливого Різдва. Тепер це пиво доступне всім охочим, але тільки в період Різдвяних свят.

### ТМ «Львівське»

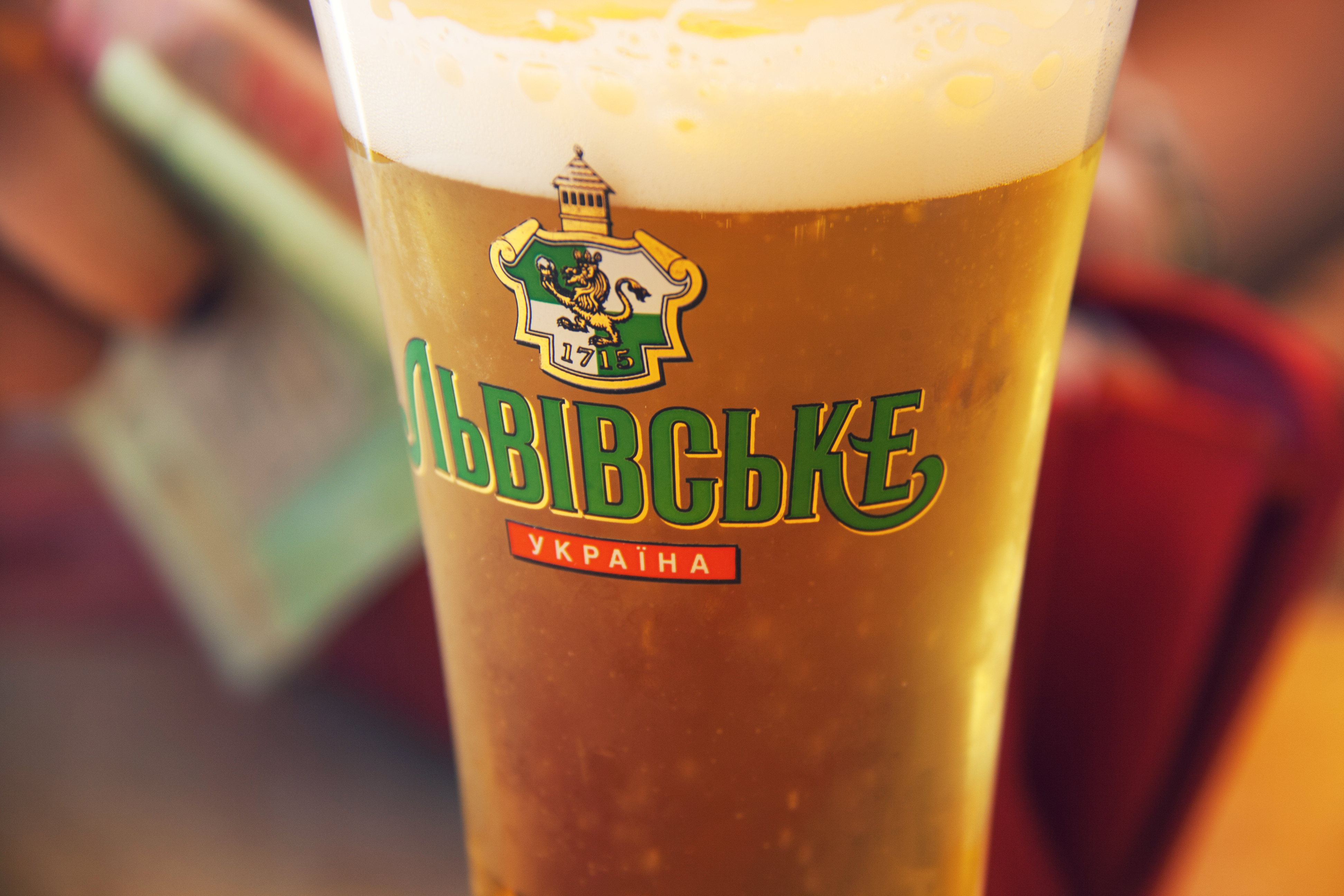
Львівське пиво

• «Львівське Світле» — Густина: 11,0 %. Алк.об.: 3,7 %. Тара: пляшка 0,5 л, пляшка 1 л.

• «Львівське 1715» — Густина: 11,5 %. Алк.об.: 4,0 %. Тара: банка 0,5 л, пляшка 0,5 л, пляшка 1 л.

• «Львівське Міцне» — Густина: 17,5 %. Алк.об.: 7,0 %. Тара: пляшка 0,5 л, пляшка 1 л.

• «Львівське Портер» — Густина: 20,0 %. Алк.об.: 8,0 %. Тара: пляшка 0,5 л.

• «Львівське Білий Лев» — Густина: 11,0 %. Алк.об.: 4,2 %. Тара: пляшка 0,5 л, пляшка 1 л.

• «Львівське Живе» — Густина: 11,8 %. Алк.об.: 4,8 %. Тара: пляшка 0,5 л, пляшка 1 л.

### ТМ «Славутич»
• «Славутич Світле» — Густина: 11,5 %. Алк.об.: 4,5 %. Тара: банка 0,5л, пляшка 0,5л, пляшка 1л, пляшка 2л.

### ТМ «Арсенал»
• «Арсенал Світле» — Густина: 11,0 %. Алк.об.: 4,4 %. Тара: пляшка 0,5 л, пляшка 1 л, пляшка 2 л.

• «Арсенал Міцне» — Густина: 16,0 %. Алк.об.: 7,4 %. Тара: пляшка 0,5 л, пляшка 1 л, пляшка 2 л.

### ТМ «Хмільне»
• «Хмільне Світле» — Густина: 10,5 %. Алк.об.: 4,0 %. Тара: пляшка 0,5 л, пляшка 1 л, пляшка 2,0 л.

• «Хмільне Міцне» — Густина: 15,5 %. Алк.об.: 7,0 %. Тара: пляшка 1 л, пляшка 2,0 л.

### Безалкогольні напої
• Квас «Тарас» — Густина: 7,5 %. Алк.об.: 1,2 %. Тара: пляшка 1 л, пляшка 2,0 л.

## Цікавинки

Бірдекель ВАТ «Львівська пивоварня».

- У рекламних матеріалах торгової марки «Львівське» зазначається, що Львівська пивоварня була заснована у 1715 році і є першою броварнею на теренах України. Водночас Микулинецька броварня в Тернопільській області веде свою історію від 1497 року (від дати першої письмової згадки про виробництво пива у місті).
- У вересні 2006 року в рамках святкування 750-річчя від дня заснування Львова на території Львівської броварні було встановлено найвищу у світі пивну колону. Наповнена пивом «Львівське Легенда» вежа мала висоту 4,7 м та об'єм 193,5 літрів. Досягнення зареєстроване у «Книзі рекордів України».[3]
- 9 травня 2011 року за ініціативою Львівської пивоварні у Львові на проспекті Свободи було встановлено Пам'ятник львівським броварям. У тому ж році відомий французький сайт «Спадок годинникарства» визнав годинник на пам'ятнику одним з найоригінальніших у світі.[4]